# Pietro Camporesi
Pietro Camporesi (Bologna, 25 ottobre 1987) è un canoista italiano.

## Carriera
Camporesi ha cominciato ad andare in canoa kayak all'età di 7 anni in compagnia del padre, inizia l'attività agonistica come allievo nel 1997, tesserato per il Canoa Club Bologna. Nel 2003 viene inserito nella Nazionale junior nel K1.
Dal 2006 inizia a competere nella categoria C2 e C1.
Nel 2012 ha partecipato ai Giochi della XXX Olimpiade di Londra nella categoria C-2 in equipaggio con Niccolò Ferrari, fermandosi alle semifinali dopo essere finiti 13° nelle qualifiche.